# Ted Bulley
Edward Harold „Ted“ Bulley (* 25. März 1955 in Windsor, Ontario) ist ein ehemaliger kanadischer Eishockeyspieler, der im Verlauf seiner aktiven Karriere zwischen 1973 und 1985 unter anderem 443 Spiele für die Chicago Black Hawks, Washington Capitals und Pittsburgh Penguins in der National Hockey League (NHL) auf der Position des linken Flügelstürmers bestritten hat.

## Karriere
Bulley verbrachte seine Juniorenzeit zwischen 1973 und 1975 bei den Festivals de Hull aus der Ligue de hockey junior majeur du Québec (LHJMQ), nachdem er es vor der Saison 1973/74 nicht geschafft hatte, einen Kaderplatz bei den Peterborough Petes aus der Ontario Hockey Association (OHA) zu erhalten. In der LHJMQ wusste der Stürmer mit 177 Scorerpunkten und 141 Einsätzen zu überzeugen. Folglich wurde der 20-Jährige nach zwei Spielzeiten sowohl im NHL Amateur Draft 1975 in der siebten Runde an 115. Stelle von den Chicago Black Hawks aus der National Hockey League (NHL) als auch im WHA Amateur Draft 1975 in der vierten Runde an 59. Position von den Nordiques de Québec aus der zu dieser Zeit mit der NHL konkurrierenden World Hockey Association (WHA) ausgewählt.
Der Offensivspieler wechselte im Sommer 1975 in die Organisation der Chicago Black Hawks, verbrachte den Großteil seiner ersten beiden Profijahre aber bei Chicagos Farmteam, den Flint Generals, aus der International Hockey League (IHL). Darüber hinaus kam er auch zu einigen Einsätzen für den weiteren Kooperationspartner Dallas Black Hawks aus der Central Hockey League (CHL). Nachdem Bulley im Verlauf der Saison 1976/77 für Chicago in der NHL debütiert hatte, gehörte er ab dem folgenden Spieljahr zum Stammkader. Der Kanadier verbrachte insgesamt fünf Spielzeiten für die Black Hawks in der NHL und konnte dabei in seinen ersten beiden kompletten Jahren in der Liga jeweils über 50 Scorerpunkte sammeln. Nachdem das Franchise sich vor der Saison 1979/80 mit Rich Preston und Terry Ruskowski offensiv verstärkt hatte, nahm Bulley in den folgenden drei Spieljahren eine untergeordnete Rolle in der dritten Sturmreihe ein. Im August 1982 wurde der Angreifer gemeinsam mit Dave Hutchison im späteren Tausch für ein Sechstrunden-Wahlrecht im NHL Entry Draft 1983 sowie ein Fünftrunden-Wahlrecht im NHL Entry Draft 1984 an die Washington Capitals abgegeben.
Beim Hauptstadtklub erfüllte Bulley in der Saison 1982/83 seinen noch ein Jahr gültigen Vertrag und wechselte im September 1983 als Free Agent zu den Pittsburgh Penguins. Nachdem er dort in der ersten Saisonphase in 26 Einsätzen lediglich fünfmal gepunktet hatte, wurde er im Verlauf der Spielzeit zu den Baltimore Skipjacks in die American Hockey League (AHL) geschickt. Dort lief er bis zum Ende der Saison 1984/85 auf und beendete anschließend im Alter von 30 Jahren seine aktive Karriere.

## Karrierestatistik
(Legende zur Spielerstatistik: Sp oder GP = absolvierte Spiele; T oder G = erzielte Tore; V oder A = erzielte Assists; Pkt oder Pts = erzielte Scorerpunkte; SM oder PIM = erhaltene Strafminuten; +/− = Plus/Minus-Bilanz; PP = erzielte Überzahltore; SH = erzielte Unterzahltore; GW = erzielte Siegtore; 1 Play-downs/Relegation; Kursiv: Statistik nicht vollständig)